# Euproctis euthysticha
Euproctis euthysticha är en fjärilsart som beskrevs av Collenette 1955. Euproctis euthysticha ingår i släktet Euproctis och familjen tofsspinnare. Inga underarter finns listade i Catalogue of Life.